# Aurivela longicauda
Aurivela longicauda là một loài thằn lằn trong họ Teiidae. Loài này được Bell mô tả khoa học đầu tiên năm 1843.